# Bambusa oldhamii
Bambusa oldhamii är en gräsart som beskrevs av William Munro. Bambusa oldhamii ingår i släktet Bambusa och familjen gräs. Inga underarter finns listade i Catalogue of Life.

## Bildgalleri

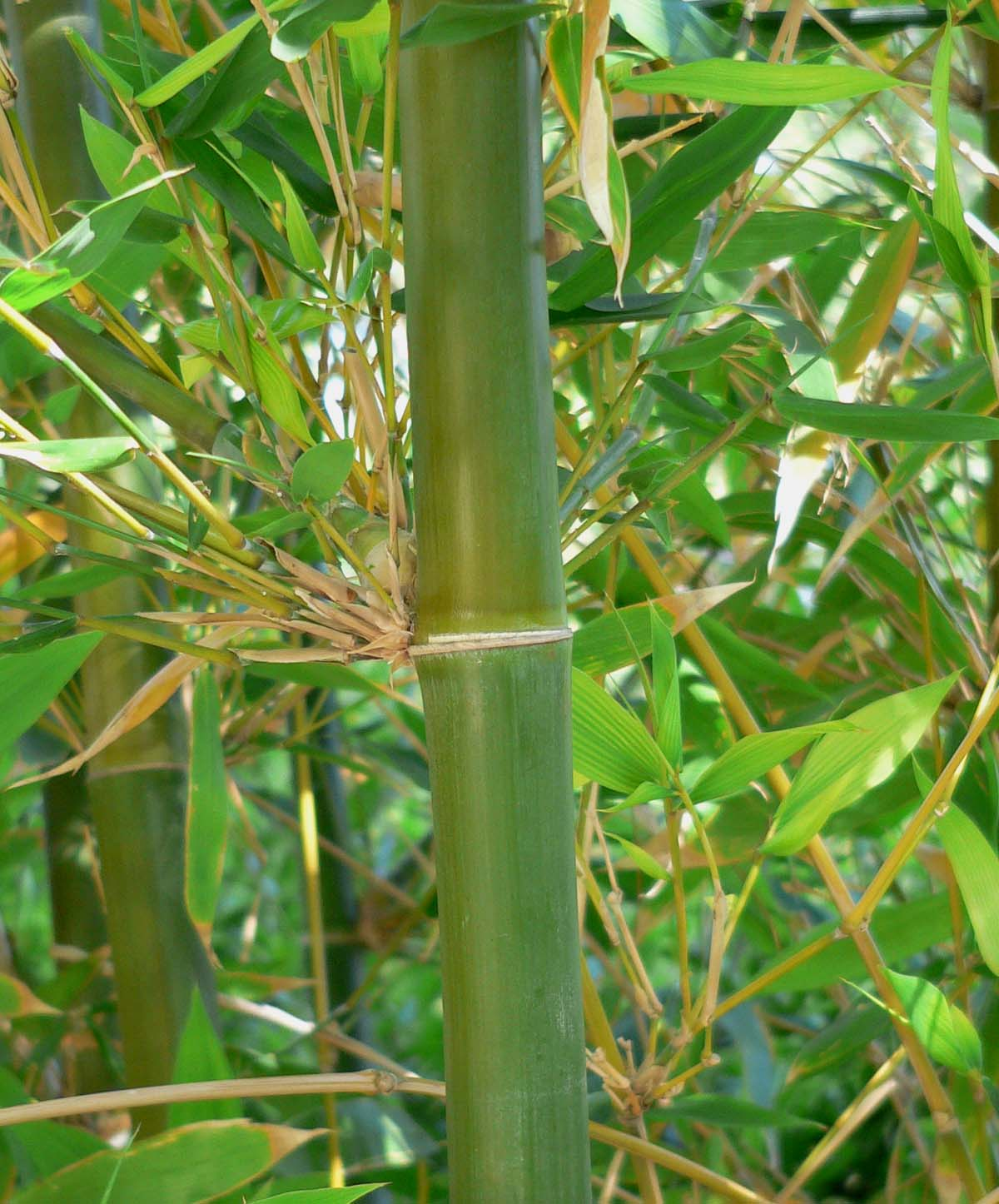
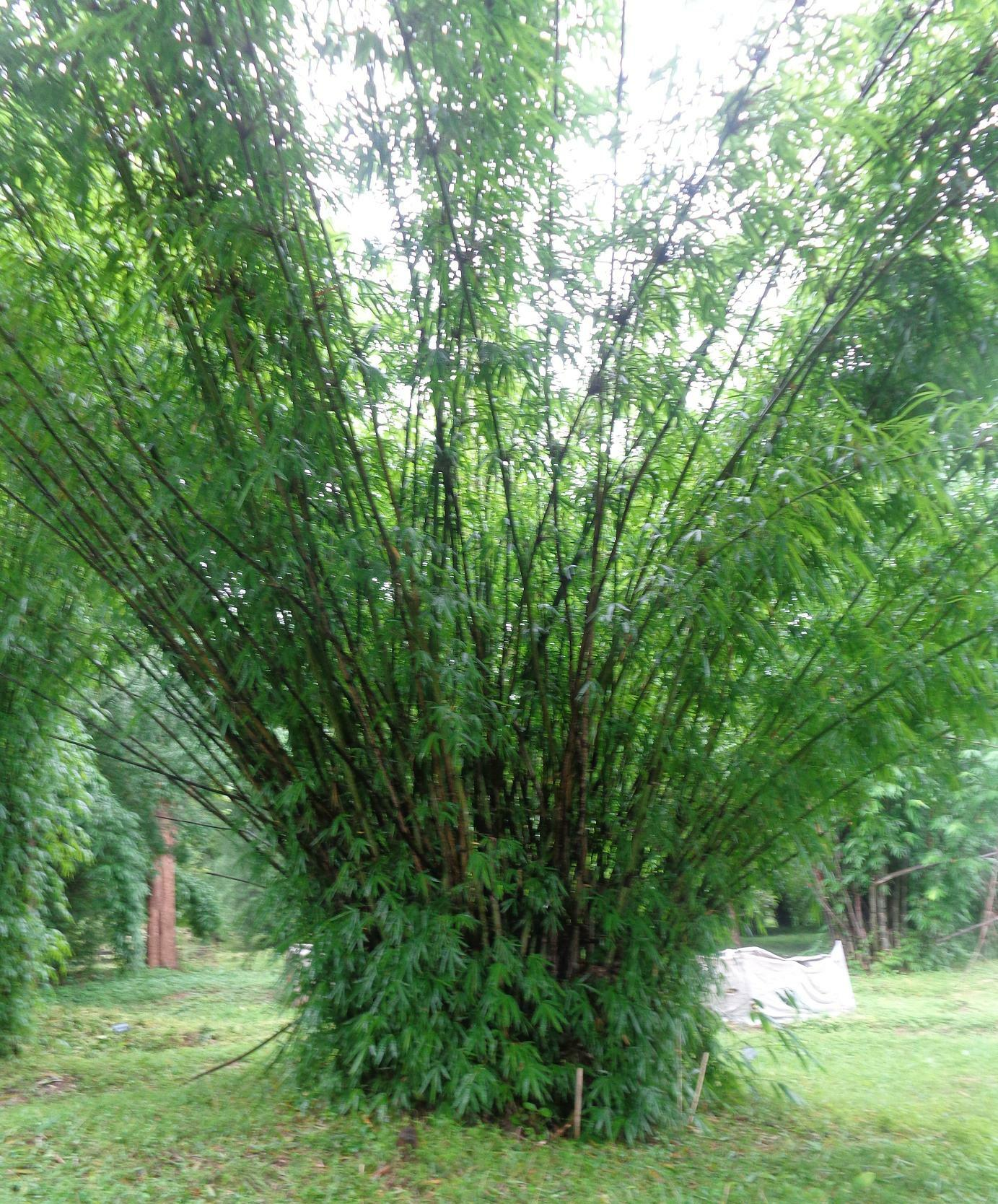